# Garage (berging)

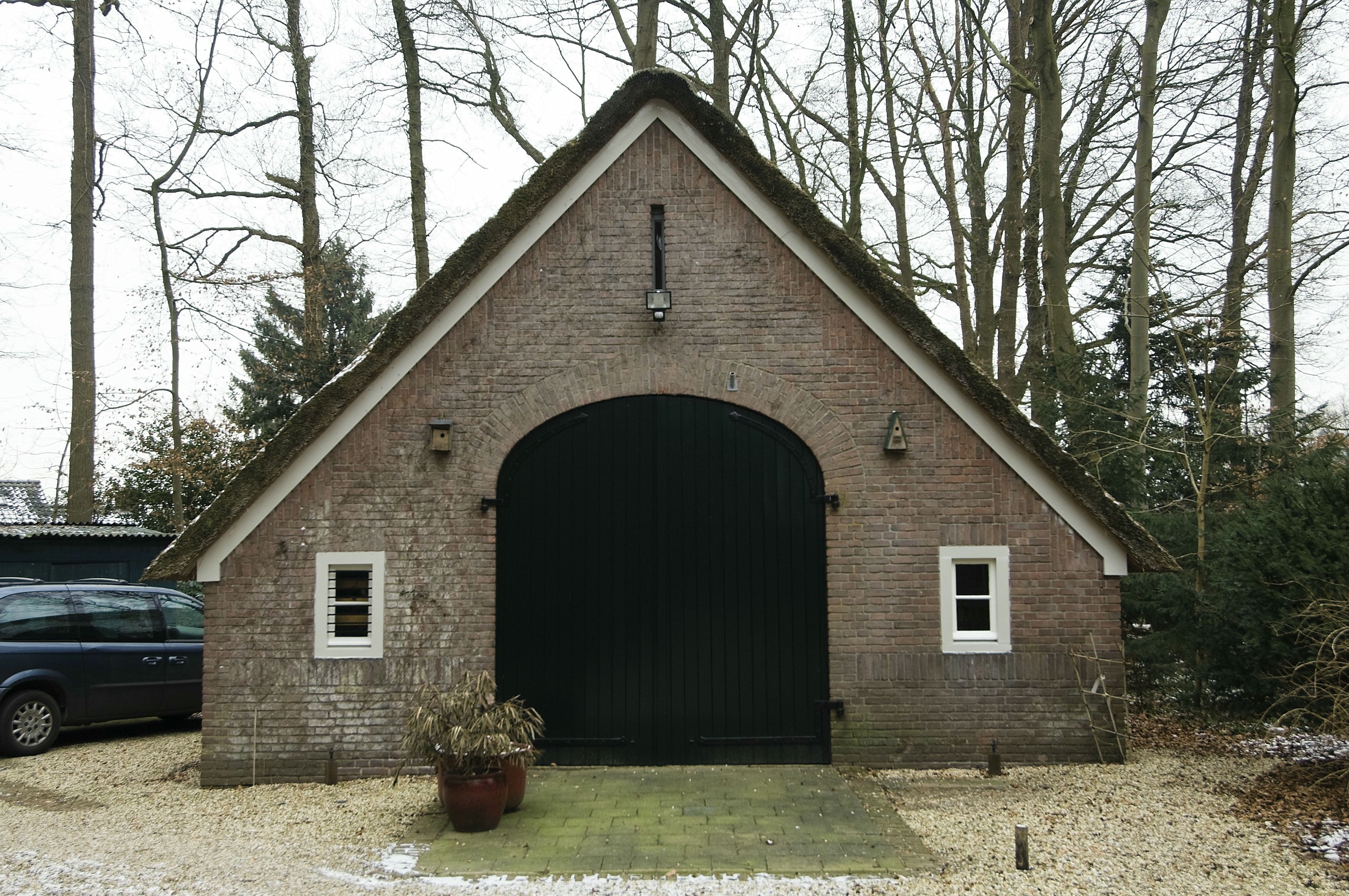
Een stenen garage bij een woning in Joppe

Een garage is een overdekte en afsluitbare ruimte om voertuigen in te stallen, van het Franse woord garer, dat 'stallen' of 'parkeren' betekent. Het woord is sinds de 19e eeuw in gebruik in het Nederlands. De garage als stalling voor voertuigen kwam voort uit het koetshuis.
Mensen willen graag beschikken over een garage in de nabijheid van hun huis om hun voertuigen te stallen en andere zaken op te bergen, zoals gereedschap en tuinspullen.
Een garagebox is een afsluitbare parkeerruimte die meestal in een parkeergarage is gelegen en kan worden gekocht of gehuurd.
Met het woord garage kan ook een professionele autowerkplaats om werkzaamheden aan voertuigen uit te voeren, bedoeld worden.

## Afbeeldingen

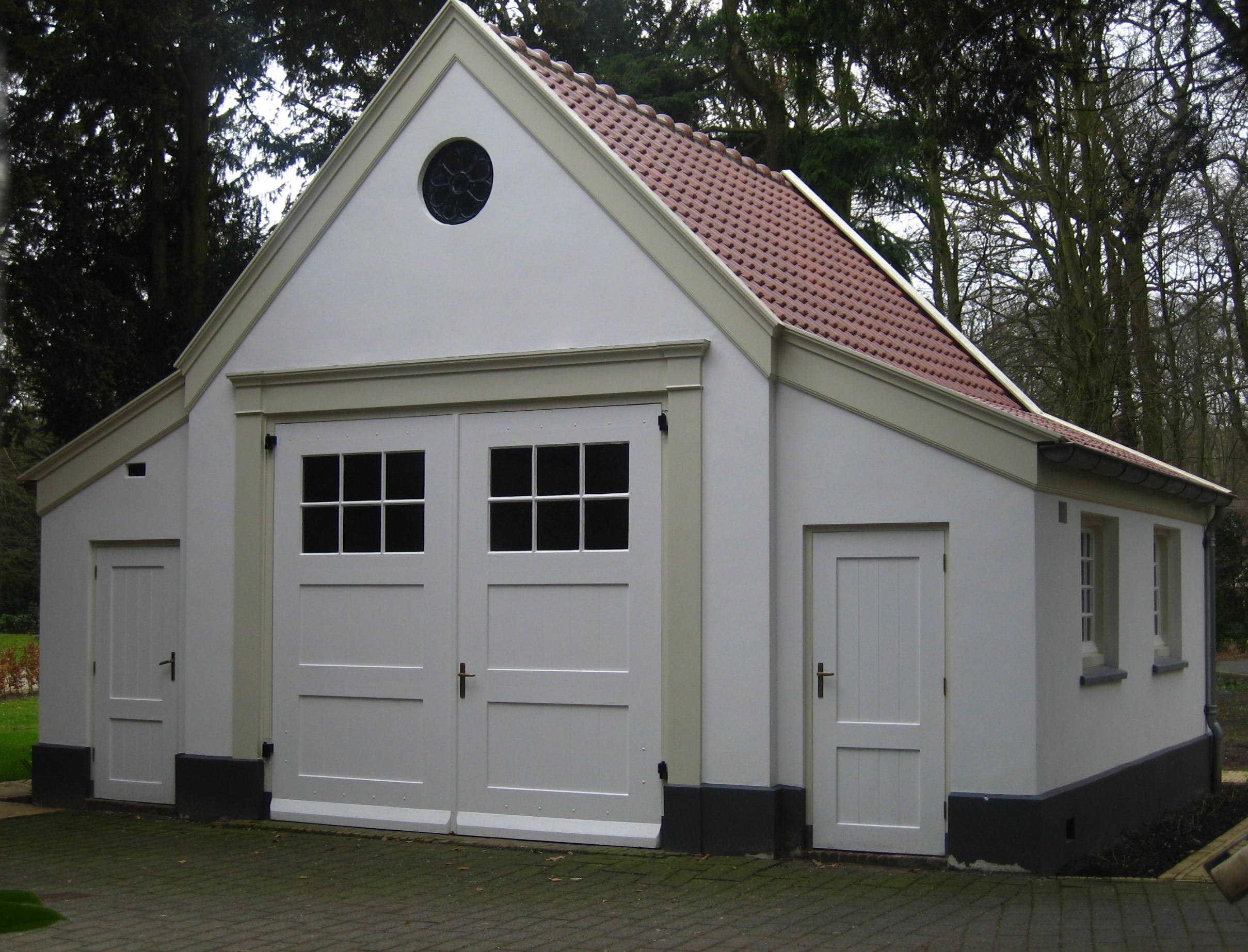
Koethuis / garage van landhuis De Pauwhof
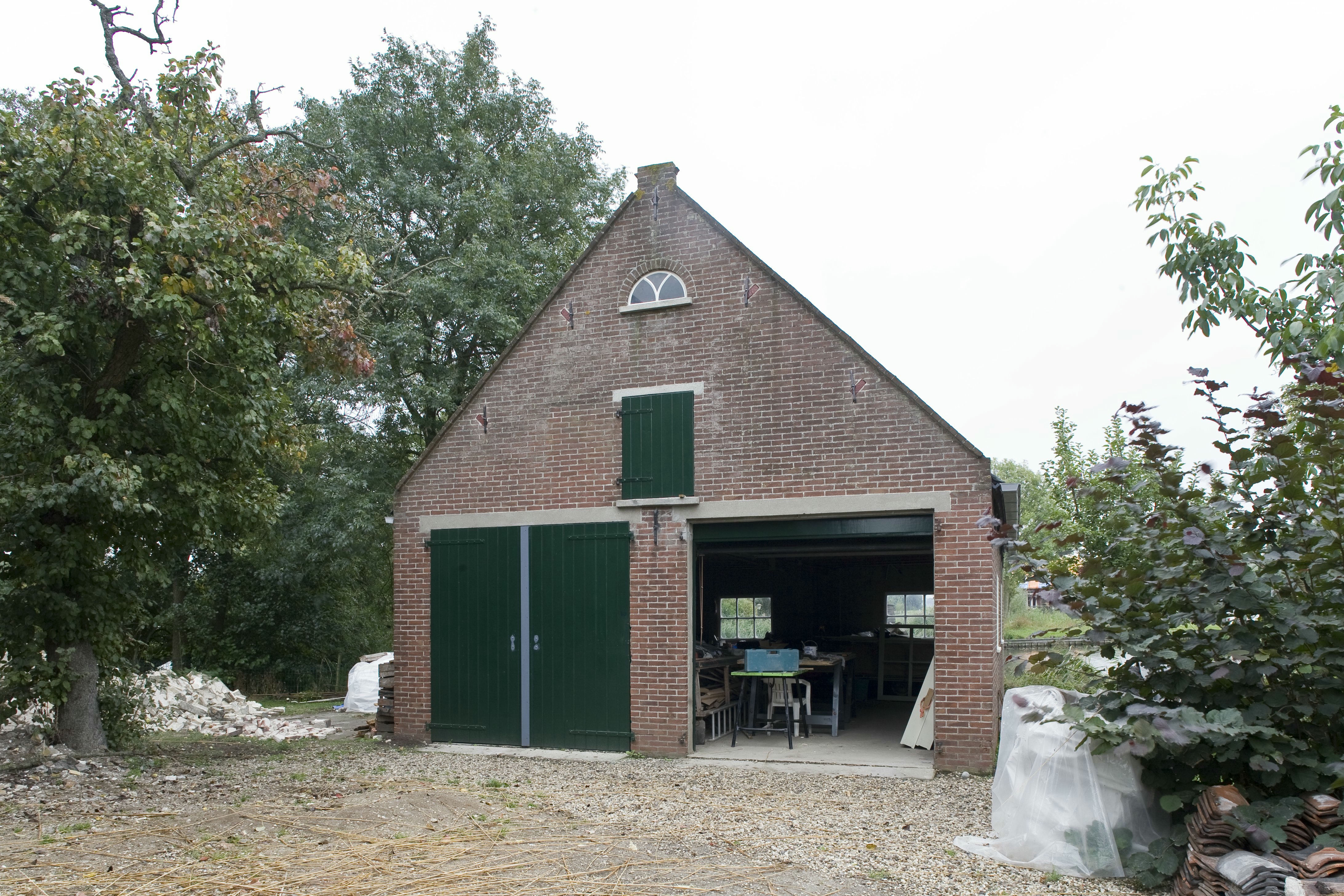
Een dubbele garage in Giessenburg
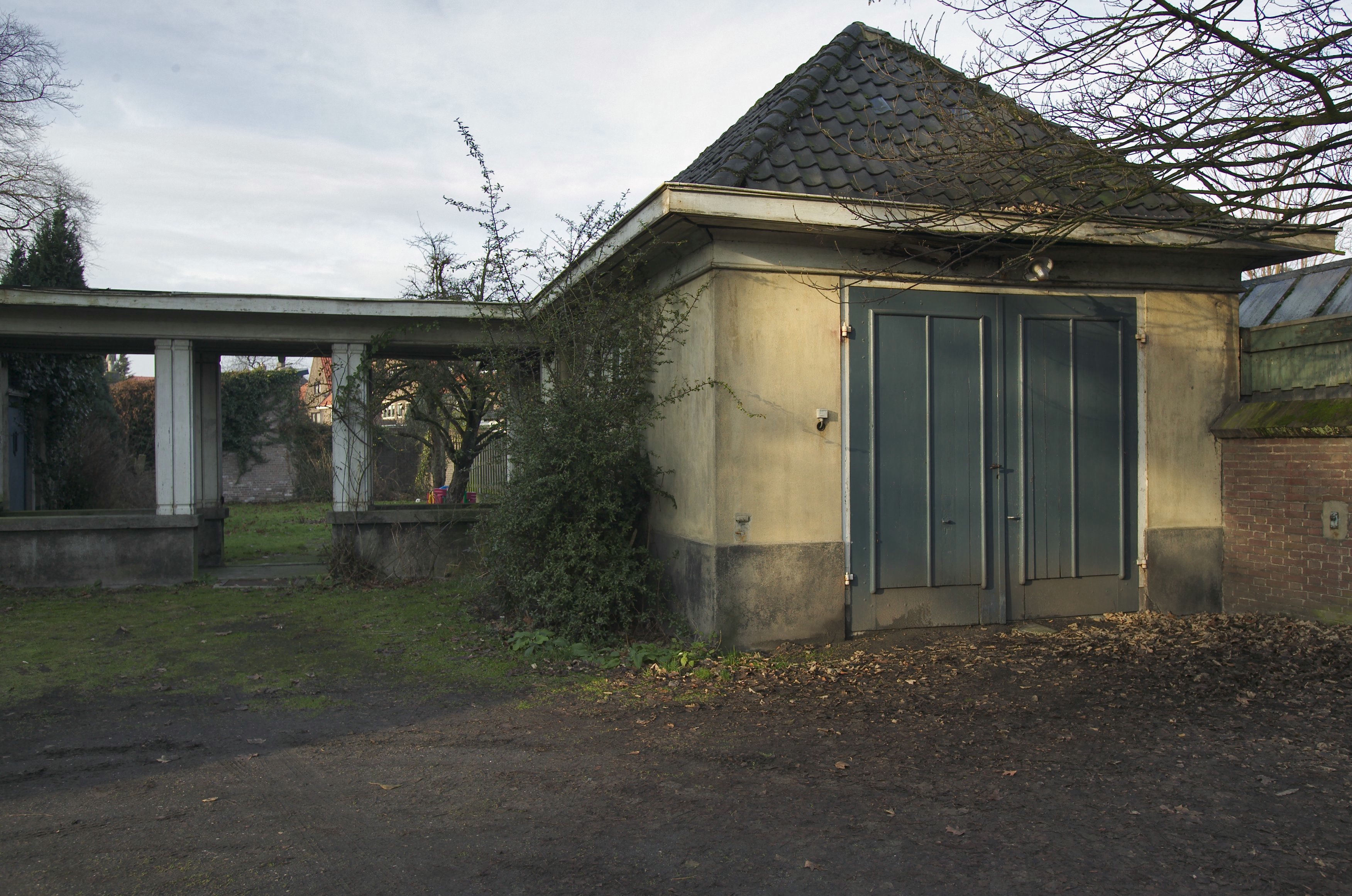
Garage van een villa in Helmond
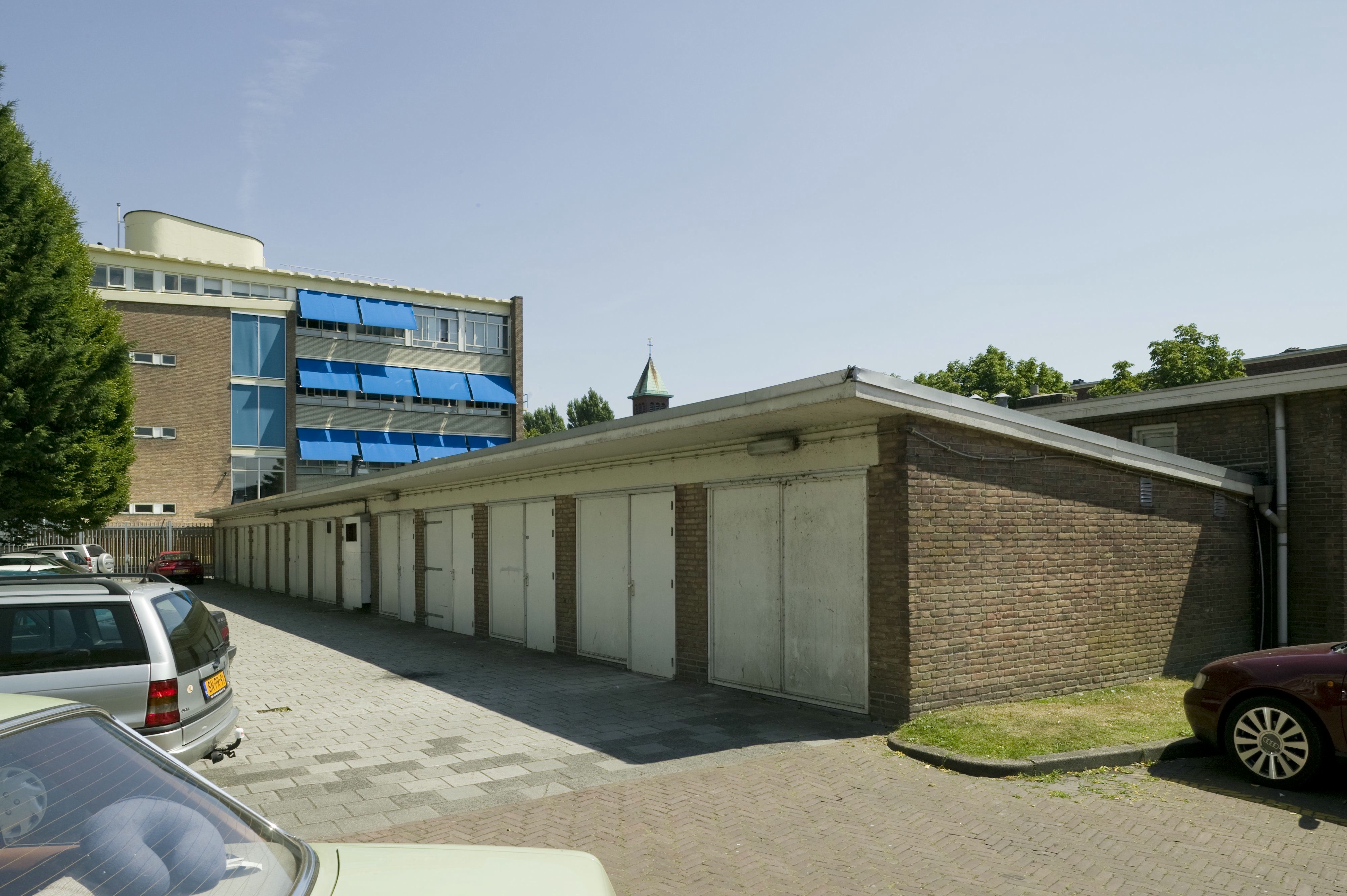
Garageboxen bij een flatgebouw in Groningen